# 特雷梅达尔
特雷梅达尔是巴西巴伊亚州的一个市镇。总面积1779.422平方公里，总人口20811人，人口密度11.7人/平方公里。